# Gradesjnisjka reka
Gradesjnisjka reka (bulgariska: Градешнишка река) är en grotta i Bulgarien.   Den ligger i regionen Lovetj, i den centrala delen av landet, 80 km öster om huvudstaden Sofia. Gradesjnisjka reka ligger 784 meter över havet.
Terrängen runt Gradesjnisjka reka är huvudsakligen kuperad. Gradesjnisjka reka ligger uppe på en höjd. Närmaste större samhälle är Teteven, 12,3 km söder om Gradesjnisjka reka.
I omgivningarna runt Gradesjnisjka reka växer i huvudsak lövfällande lövskog. Runt Gradesjnisjka reka är det ganska glesbefolkat, med 32 invånare per kvadratkilometer.